# سفید بزرگ کلم
 سفید بزرگ کلم (نام علمی: Pieris brassicae) گونه‌ای پروانه است که در تیره کاهی‌بالان و سرده پروانه‌های سپیدباغی قرار دارد. پروانه سفید بزرگ مادیرایی زیرگونه این گونه می‌باشد.

## ظاهر
- پهنای بال: ۵ تا ۶٬۵ سانتی‌متر
- رنگ: سفید با لکه‌های سیاه

## زیستگاه
- سرتاسر اروپا، منطقه هیمالیای آسیا، شمال آفریقا
- این پروانه بیشتر در زمین‌های کشاورزی دیده می‌شود.

## چرخه زندگی
جنس ماده در هر دوره ۲۰ تا ۱۰۰ تخم زردرنگ می‌گذارد.

## نگارخانه

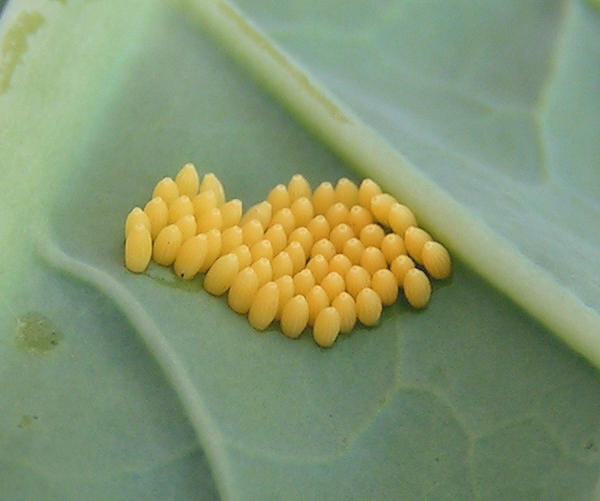
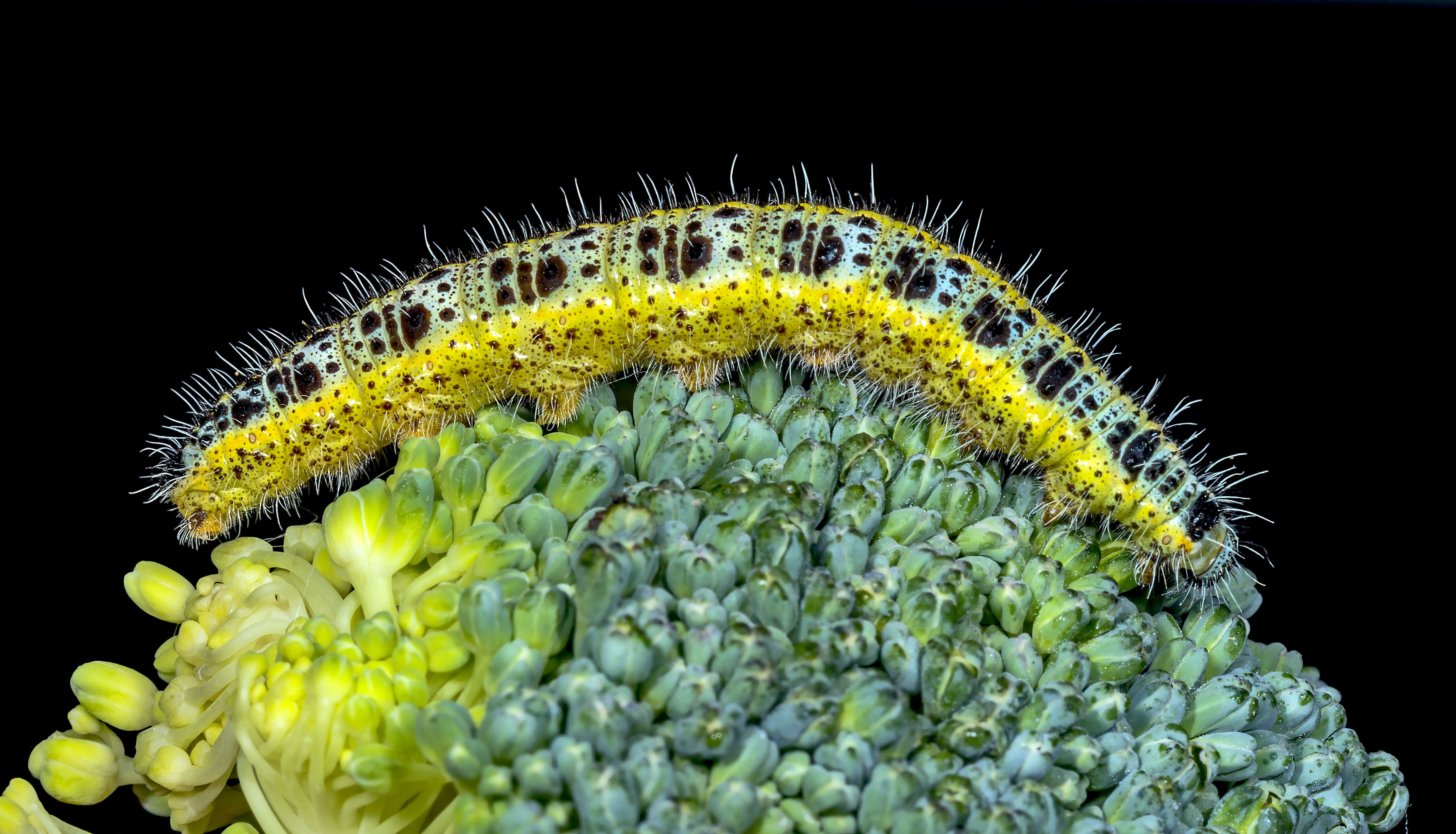
نگاره‌ای از یک کرم ابریشم سفید بزرگ کلم.
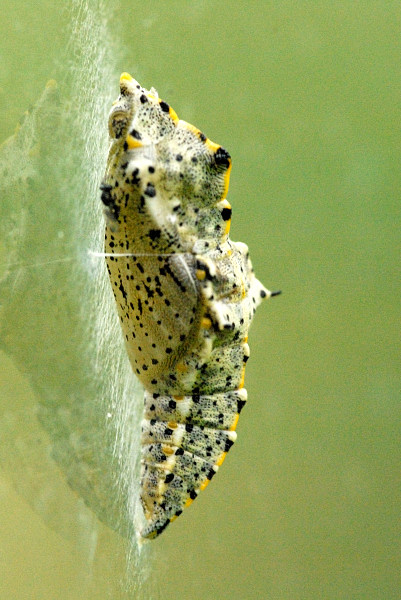
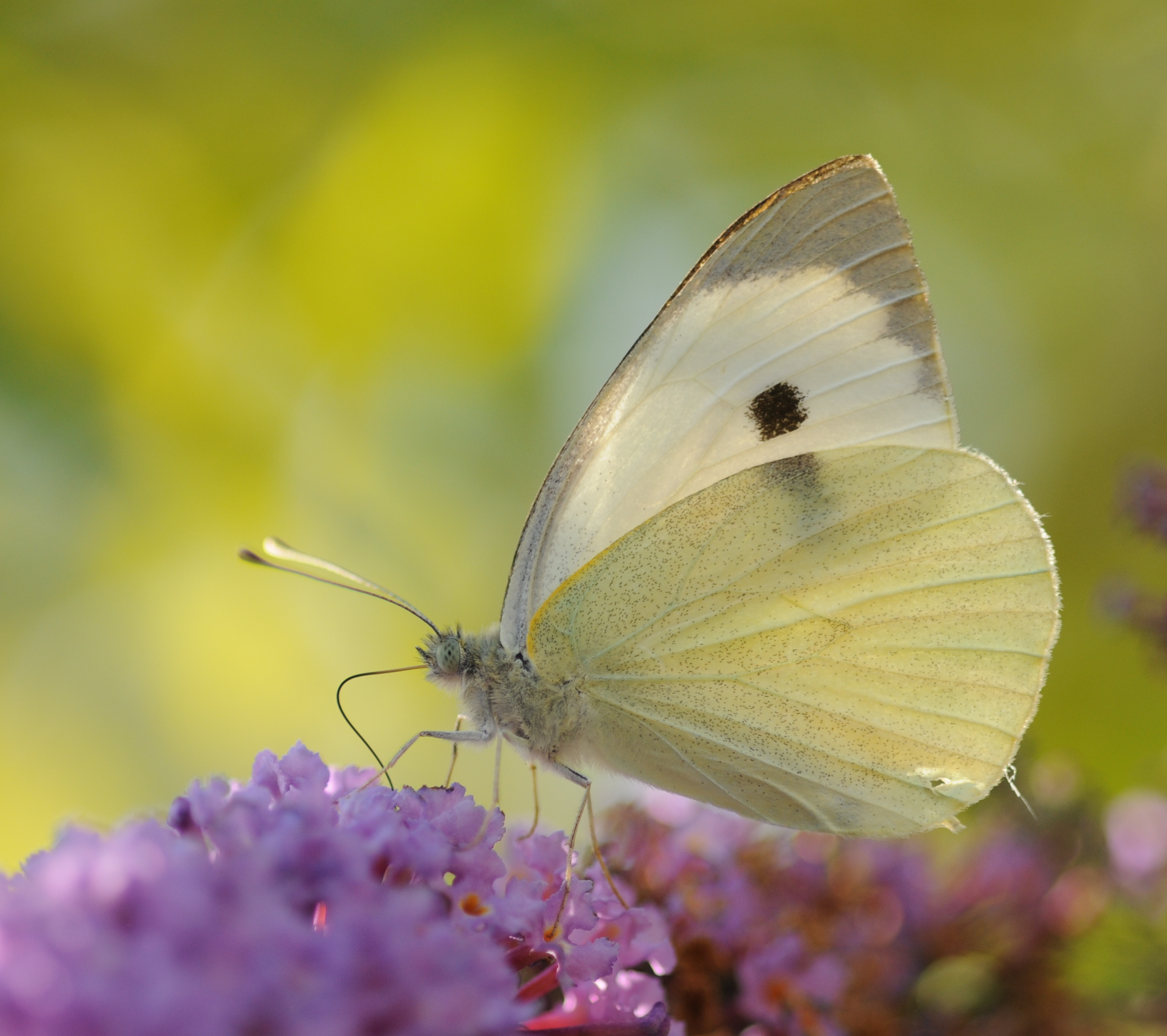